# Гельголандська бухта
Гельголандська бухта (нім. Helgoländer Bucht), також Гельголандська затока — затока Північного моря, яка утворює південну частину більшої Німецької затоки, що розташована в гирлі річки Ельба. Гельголандська затока простягається від гирла Ельби до островів Гельголанд і лежить між східнофризьким островом Вангероге та північнофризьким півостровом Айдерштедт.
Гельголандська бухта носить свою назву на честь острову Гельголанд, який був осередком морських битв Шлезвізьких 1849 і 1864 років та Першої світової війн в 1914 і 1917 роках. У 1939 році тут також сталася повітряна битва Другої світової війни, названа на його честь.
У Гельголандській улоговині (нім. Helgoländer Becken), улоговині, що лежить безпосередньо на південний захід від Гельголанду, бухта має глибину до 56 метрів.
Через Гельголандську затоку проходить один із найбільш жвавих судноплавних шляхів у світі від Гамбурга та гирла Ельби до Дуврської протоки та Ла-Маншу. Територія також включає природні заповідники, такі як Гельголанд Фельсокель (нім. Heligoland Felssockel) і захищене Ваттове море, в якому розташовані три національних парки Ватового моря Шлезвіг-Гольштейн (схід), Гамбург (південний схід) і Нижня Саксонія (південь).
Окрім вищезгаданих островів Гельголанд, які утворюють північно-західну межу Гельголандської затоки, на південному сході є невеликий острів Нойверк, який розташований у Ватовому морі біля гирла Ельби. На південь від цього острова знаходиться естуарій Везера, а на захід — Ядебузен. На південний захід від Гельголандської затоки розташований східно-фризький острів Вангероге. На схід від бухти в море впадає річка Айдер, на півночі — півострів Айдерштедт, а на південь — затока Мельдорф.

## Історичні події в Гельголандській бухті
- Битва при Гельголанді (1849) (Перша Шлезвізька війна)
- Битва при Гельголанді (1864) (Друга Шлезвізька війна)
- Битва в Гельголандській бухті (1914) (Перша світова війна)
- Битва в Гельголандській бухті (1917) (Перша світова війна)
- Повітряна битва в Гельголандській бухті (1939) (Друга світова війна)